# بيرغن (فلم)
بيرغن (بالتركية: Bergen) هو فيلم سيرة ذاتية ودراما تركي، صدر في 4 مارس 2022. كتب السيناريو كل من سماء كايغوسوز ويلدز بايزيد، وأخرجه الثنائي محمد بيناي وجانر ألبر. قامت بدور البطولة فرح زينب عبد الله، حيث يروي الفيلم قصة حياة المغنية التركية بيرغن.
في الفيلم، لم يُذكر اسم القاتل خليص سربست الذي جسده الممثل أردال بشكجي أوغلو. بالإضافة إلى ذلك، تم سحب الفيلم من دور العرض في مدينة قوزان بمحافظة أضنة، مسقط رأس القاتل، بعد فترة قصيرة من عرضه. وأوضح رئيس بلدية قوزان، كاظم أوزجان، أن الفيلم لم يُعرض بسبب احتوائه على مشاهد عنف.

## قصة الفيلم
بلقين فتاة شابة مستقلة وموهوبة ومتحمسة للموسيقى. انفصل والداها عندما كانت تبلغ من العمر ست سنوات، وعاشت مع والدتها صباحات في أنقرة في ظروف من الفقر. كانت بلقين تفتقد والدها وتكتب له رسائل أسبوعية.
تلقّت دروسًا في العزف على البيانو والموسيقى منذ طفولتها، وتمكنت من اجتياز امتحانات معهد أنقرة الحكومي للموسيقى بدرجة ممتازة، لكنها واجهت صعوبات مالية. لدعم والدتها، بدأت العمل في مكتب البريد. في إحدى الليالي، دعتها صديقة لها إلى "نادي فيمان"، وهناك أقنعتها بالصعود إلى المسرح لتغني. كانت تلك اللحظة حاسمة في تعزيز شغفها بالغناء.
تغيّرت حياتها عندما وقعت في حب شاب يُدعى عبد الله، لكنه انفصل عنها بناءً على طلب والدتها التي أرادت أن تُكمل دراستها. حزنت بلقين لفترة طويلة، لكن تلقيها عرضًا للغناء في نادي فيمان أعاد إليها الأمل. قررت اتخاذ اسم "بيرغن" كاسم فني وبدأت مسيرتها في الغناء.
انتقلت مع والدتها إلى أضنة بعد تلقيها عرضًا للعمل في كازينو هناك. لفتت انتباه رجل كان يشاهدها يوميًا، وأرسل لها باقات من الورود. نشأت بينهما علاقة، لكنه طلب منها أن تترك المسرح كشرط للزواج. وافقت بيرغن، لكن علاقتها به سرعان ما تحولت إلى سلسلة من العنف وسوء المعاملة. اكتشفت لاحقًا أنه كان متزوجًا وأن زواجهما كان مزيفًا، مما دفعها إلى الهرب والعودة إلى أنقرة.
بعد نجاحها الكبير في عالم الغناء، تعرضت لهجوم بمادة كاوية أفقدتها عينها اليمنى. ورغم الألم، عادت إلى المسرح وأصبحت "ملكة الأرابيسك".
على الرغم من طلاقها من زوجها السابق، استمر في ملاحقتها. وفي 14 أغسطس، أطلق النار عليها أثناء سفرها مع والدتها، مما أدى إلى وفاتها. دُفنت بيرغن في مرسين، وتم حماية قبرها بقفص حديدي لضمان سلامته.

## طاقم التمثيل
طاقم العمل في فيلم بيرغن:
- فرح زينب عبد الله: في دور بيرغن (بلقين صارلمشر)
- تيلبي ساران: في دور صباحات صارلمشر، والدة بيرغن
- أردال بشكجي أوغلو: في دور خليص سربست، زوج بيرغن السابق
- نرجس أوزتورك: في دور نادرة، صديقة بيرغن
- شيبنيم سونميز: في دور سونا
- أحمد كاياكيسن: في دور عبد الله
- عارف بيشكين: في دور صلاح الدين
- سوزان كاردش: في دور الجارة
- جمال غونباش: في دور إردال
- علي سيجينر ألِجي: في دور جودت

## إيرادات الفيلم
حقق فيلم بيرغن أرقامًا قياسية مميزة منذ عرضه في مارس 2022. جذب الفيلم 718,043 مشاهد في أول عطلة نهاية أسبوع، ليصبح:
- أفضل افتتاحية لشهر مارس في تاريخ السينما التركية.
- أفضل افتتاحية لفيلم درامي وسيرة ذاتية على الإطلاق.
- أفضل افتتاحية لفيلم محلي خلال العامين الأخيرين.[2]

بعد تسعة أسابيع من عرضه، تجاوز عدد مشاهديه 5.422 مليون مشاهد، مما جعله يحتل المرتبة الثامنة في قائمة أكثر الأفلام مشاهدة في تاريخ السينما التركية. كما حقق الفيلم إجمالي إيرادات بلغت 159,196,198 ليرة تركية، ليصبح:
- الفيلم الأكثر تحقيقًا للإيرادات في تاريخ تركيا.
- أول فيلم محلي يتجاوز حاجز 100 مليون ليرة في شباك التذاكر.

## وصلات خارجية
- مقالات تستعمل روابط فنية بلا صلة مع ويكي بيانات